# 把關者們
《把關者們》（英語：The Line Watchers），是香港電視廣播有限公司拍攝製作的時裝紀律部隊電視劇，以香港海關為主題，由袁偉豪、陳家樂、黃智雯及劉穎鏇領銜主演，並由陳自瑤、羅天宇、劉佩玥、馬貫東、丁子朗、孔德賢、王敏奕、黃嘉雯及黃庭鋒聯合演出，編審為梁敏華及阮美鳳，監製為關樹明。

此劇以海關不同部門的工作作骨幹，亦講述海關人員於香港海關學院的受訓過程。本劇拍攝過程獲香港海關全力協助，團隊獲准在香港海關學院及口岸等不對外開放的禁區內進行拍攝，讓觀眾真實了解他們的工作範疇及職能。此劇宣傳片更在香港海關專頁發放，劇中使用了香港海關創作的《使命》為插曲。也是繼2000年《雷霆第一關》後再以香港海關為題材的電視劇。
此劇為2021年香港國際影視展推介劇集之一；是由海天堂特效龜苓膏呈獻。台灣為LiTV 線上影視同步上架，亦是TVB New Wings Limited第五部推出的剧集。

## 演員表

### 香港海關
| 演員   | 角色   | 暱稱／關係                                                                     |
| 袁文傑 | 鄧文傑 | 關長（第27集）                                                                 |
| 區永權 | 何永權 | 副關長（第27集）                                                               |
| 蔡國威 | 沈卓威 | 沈Sir 助理關長 育有一子 於第4集擔任見習督察招聘最後面試的考官（第4、15、27集） |

#### 版權及商標調查科（IPIB）
- 位於海關總部大樓25樓；英文名爲Intellectual Property Investigation Bureau。

| 演員   | 角色  | 暱稱／關係 |
| 袁偉豪 | 海 鋒 | 鋒Sir、阿鋒 高級監督／前毒品調查課監督 1981年出生 關佩欣之同居男友，後爲其夫 與溫芷祺同期於海關學院畢業，被其視為假想敵，後爲其朋友兼暗戀對象 與陳家興亦師亦友 破案能力高 很體諒下屬，備受下屬愛戴 人際關係極佳，與眾人打成一片 於海關學院畢業時獲得金雞獎 在任職見習督察第二年時曾任職海關船隊 於第4集擔任見習督察招聘最後面試的考官 於第25集在溫芷祺被基駕駛私家車追撞時出手相救，並因此受傷昏迷入院，後於同集出院 於第26集被彭應輝用槍挾持，後獲救 於第27集獲頒關長嘉許狀 參見海家 |
| 程 皓  | Ada   | Ada姐 行政文員 育有一子 |

##### 版權及商標調查（行動）課（IPIB (O Group)）
- 英文名爲Intellectual Property Investigation (Operations) Group。

| 演員   | 角色   | 暱稱／關係 |
| 楊潮凱 | 張智軍 | 將軍、張Sir 助理監督 海鋒之下屬 陳家興之師傅 |
| 陳家樂 | 陳家興 | 陳Sir 新任見習督察 1992年出生 海鋒之下屬 張智軍之下屬兼徒弟 方晴朗之好友，後暗戀其 與葉競安不和，後和好 於第11集任職見習督察，一度覺得自己大材小用 於第12集向海鋒提出自己想指揮行動 於第13集在指揮行動時意外導致葉競安受傷而內疚 於第14集一度打算辭職，後在海鋒的鼓勵下重新振作 於第27集獲頒助理關長嘉許狀 參見香港海關學院、陳家 |
| Ｃ 君  | 馬 彪  | 彪叔叔、彪彪 總關員 海鋒、張智軍之下屬 葉競安之師傅 暗戀葉佳安，後與其有感情線，於第13集起爲其男友 一度誤會葉佳安與葉競安爲情侶，後得知二人爲姊弟 於第22集被葉佳安發現自己與前度聯絡 於第27集成功向葉佳安求婚 |
| 黃建東 | 趙子龍 | 子龍哥 關員，爲隊中車手 海鋒、張智軍之下屬 性格樂觀 |
| 吳珮如 | 羅安兒 | Natasha、撻沙 關員 海鋒、張智軍之下屬 |
| 陳建文 | 丘子   | Riley 關員 海鋒、張智軍之下屬 於第8集提及準備調至海關搜查犬課 於第14集已調至海關搜查犬課 |
| 阮 兒  | 蕭若英 | 關員 海鋒、張智軍之下屬 於第8集提及準備調離組 |
| 丁子朗 | 葉競安 | KO 新任見習關員 1998年出生 海鋒、張智軍之下屬 馬彪之徒弟 葉佳安之弟 卓嵐之好友 畢庭菲之好友兼暗戀對象,於第27集為其男友 與陳家興不和，後和好 對感情反應遲鈍 於海關學院畢業時獲得金雞獎 於第9集任職見習關員 於第13集在行動期間受傷昏迷，後康復 於第27集與畢庭菲成為情侶；於同集獲頒助理關長嘉許狀 參見香港海關學院、葉家            |

##### 不良營商手法調查課（IPIB UTP）
- 英文名爲Unfair Trade Practice Investigation Group。

| 演員   | 角色   | 暱稱／關係 |
| 黃嘉雯 | 湯家明 | Madam Tong 助理監督 海鋒之下屬 |
| 譚永浩 | 利民安 | Leon、Leon Sir 督察 海鋒、湯家明之下屬 |
| 羅浩銘 | Rock   | 關員 海鋒、湯家明之下屬 |
| 朱樂洺 | 蔡永恆 | 關員 海鋒、湯家明之下屬 |
| 黃榮燊 | 王啟生 | 關員 海鋒、湯家明之下屬 |
| 楊家寶 | 陳小燕 | 關員 海鋒、湯家明之下屬 |
| 劉穎鏇 | 畢庭菲 | 菲菲 新任見習關員 2002年出生 海鋒、湯家明之下屬 葉競安之好友，並暗戀其 卓嵐之好友兼暗戀對象 曾考取不同資格執照 於第9集任職見習關員 於第20集以親手製作的巧克力向葉競安表白，但被其拒絕 於第23集宣佈與卓嵐交往，以刺激葉競安 於第27集與葉競安成為情侶 參見香港海關學院 角色名字同音：不停飛     |
| 孔德賢 | 卓 嵐  | 新任見習關員 1998年出生 海鋒、湯家明之下屬 葉競安之好友 畢庭菲之好友，並暗戀其 在得知畢庭菲暗戀葉競安後設法撮合二人 於第9集任職見習關員 於第15集爲增加與畢庭菲相處的機會而搬到葉競安及葉佳安的家，並租住葉家客房 於第20集向畢庭菲表白 於第23集宣佈與畢庭菲交往，以刺激葉競安 參見香港海關學院 |

#### 貿易管制處（TCB）
- 位於海關總部大樓14樓；英文名爲Trade Controls Branch。

##### 商品說明調查科（TDIB）
- 英文名爲Trade Descriptions Investigation Bureau。

| 演員   | 角色   | 暱稱／關係 |
| 黃智雯 | 關佩欣 | 阿Yan、Madam Kwan 總貿易管制主任 1986年出生 海鋒之同居女友，後爲其妻 處事細心圓滑，思慮周詳，善於與人溝通，與下屬相處融洽 於第2集因食用招蔚詩清洗的草莓而出現輕微食物中毒並短暫入院 於第9集確定懷孕九週 於第11集在街市放蛇時發生輕微碰撞而見紅，並需休假一週，於第13集復工 於第17集因小產而請病假 於第18集復工，並獲眾下屬送禮物 於第23集交代其已遞交辭職信，但辭職信被上司保留 於第27集調至金錢貿易監理科 參見海家 |
| 陳自瑤 | 葉佳安 | 姑媽、Madam Yip 高級貿易管制主任 1986年出生 關佩欣之下屬兼好搭檔 葉競安之姊 馬彪之暗戀對象，後與其有感情線，於第13集起爲其女友 十分照顧組員，爲組員眼中之大家姐，內有一顆少女心 於第11集在街市放蛇時發生輕微碰撞，爲保護關佩欣而劃傷手 於第22集因發現馬彪與前度聯絡而與其冷戰 於第27集接受馬彪求婚 參見葉家 |
| 馬俊傑 | 郭德正 | 阿正、正氣哥 貿易管制主任 關佩欣、葉佳安之下屬 |
| 麥皓兒 | Sophie | 貿易管制主任 關佩欣、葉佳安之下屬 |
| 彭翔翎 | 游冬雪 | Yuki 貿易管制主任 關佩欣、葉佳安之下屬 |
| 黃潤成 | 賴祖駒 | Joe 貿易管制主任 關佩欣、葉佳安之下屬 |
| 黃耀煌 | 麥康文 | Max 貿易管制主任 關佩欣、葉佳安之下屬 於第27集調至金錢貿易監理科 |
| 伍富橋 | 戴保文 | 大保 新任見習關員 關佩欣、葉佳安之下屬 於第10集任職見習關員 於第19集被揭與程玉萍拍拖 參見香港海關學院 |
| 陳熙蕊 | 招蔚詩 | Bonnie 行政文員 有輕微潔癖，並隨身攜帶搓手液 於第2集在不知情的情況下用含菌量超標的搓手液清潔雙手後清洗士多啤梨，導致自己及關佩欣在食用草莓後出現輕微食物中毒，並短暫入院 |

#### 海關毒品調查科（CDIB）
- 位於海關總部大樓20樓；英文名爲Custom Drug Investigation Bureau。

| 演員   | 角色   | 暱稱／關係                                           |
| 林溥來 | 李國棟 | 李Sir 高級監督 溫芷祺之上司 海鋒之前上司 於第2集登場 |

##### 海關毒品調查課（DIG）
- 英文名爲Drug Investigation Group。

| 演員   | 角色   | 暱稱／關係 |
| 王敏奕 | 溫芷祺 | 阿Kay、Madam Wan、瘟神 監督 李國棟之下屬 與海鋒同期於海關學院畢業，視其為假想敵，以超越其爲目標，後對其改觀及與其成爲朋友，並暗戀其 喬嘉倫之大學同學兼前女友，後被其重新追求，於第14集起爲其女友，於第25集分手 為人嚴肅，對自己及下屬要求嚴格 不善於與別人相處，後逐漸改善 於海關學院的總平均分爲全班第一，但失落金雞獎，並對此耿耿於懷 於第1集在拘捕毒販時幾乎被對方槍傷，後被海鋒所救 於第4集擔任見習督察招聘最後面試的考官 於第6集發現自己被人監視後被彭應輝指使的高偉星及其手下襲擊 於第7集被海鋒所救 於第7集在留院期間重遇前男友喬嘉倫，後於同集出院 於第15集在海鋒及關佩欣的婚禮上以劍禮迎接二人進場 於第20集在行動期間因現場起火而被困，後獲救 於第21集發現高偉星爲東興分散執法部門注意力的幌子 於第25集被彭應輝指使的基駕駛私家車追撞，後被海鋒所救 於第26集在彭應輝脅持海鋒時槍傷其 於第27集獲頒關長加許狀；於同集調至稅收罪案調查科 參見溫家 |
| 羅天宇 | 施立言 | Marcus、Mar Sir 助理監督 李國棟、溫芷祺之下屬 欣賞溫芷祺在工作上力求進步，在下屬批評她時會爲其說話 於第4集在溫芷祺被指目睹吸毒少年企跳但見死不救時暗中替其澄清 |
| 劉佩玥 | 方晴朗 | Madam Fong 新任見習督察 李國棟、溫芷祺、施立言之下屬 陳家興之好友，後爲其暗戀對象 性格開朗，處事周到 於海關學院畢業時獲得金雞獎 於第11集任職見習督察 於第27集獲頒助理關長加許狀 參見香港海關學院、潘家 |
| 姚宏遠 | 鄭天澤 | Sky 關員 李國棟、溫芷祺、施立言之下屬 對上司溫芷祺有所不滿，後對其改觀並和解 海鋒之前下屬 楊啟泰之好友 於第5集在行動期間與毒販搏鬥時被鐵架砸致重傷入院，於第6集甦醒，後出院 |
| 吳瑞庭 | 楊啟泰 | 泰哥 總關員 李國棟、溫芷祺、施立言之下屬 海鋒之前下屬，比對方早一年投考海關 鄭天澤之好友 於第5集因認為溫芷祺在行動時罔顧下屬安全而帶頭向其提出抗議，及後對其改觀並和解 |
| 霍健邦 | 顧瑞聞 | 顧問 關員 李國棟、溫芷祺、施立言之下屬 於第5集因認為溫芷祺在行動時罔顧下屬安全而向其提出抗議，及後對其改觀並和解 |
| 丘梓謙 | 熊致烈 | 熊仔 關員 李國棟、溫芷祺、施立言之下屬 |
| 鍾 晴  | 崔敏利 | Money 海關關員 李國棟、溫芷祺、施立言之下屬 於第5集因認為溫芷祺在行動時罔顧下屬安全而向其提出抗議，及後對其改觀並和解 |
| 郭千瑜 | 容家敏 | Carmen 行政文員 於第4集登場 |

#### 香港海關學院
- 英文名爲Hong Kong Customs College。

| 演員   | 角色   | 暱稱／關係 |
| 陳永昌 | 馮宇謙 | Hugo 監督／副院長 於第2集登場 與海鋒、溫芷祺同期於海關學院畢業 於第15集在海鋒及關佩欣的婚禮上以劍禮迎接二人進場 |
| 鄧永健 | 江文晉 | 江Sir 助理監督（第3集） |
| 林敬剛 | 韋守訊 | 韋Sir 高級督察／第228屆督察班班主任 於第3集登場，並擔任見習督察招聘面試的考官 於第6集爲督察班及關員班舉行籃球比賽 |
| 劉天龍 | 孫達匡 | 孫Sir 高級督察／第228屆督察班教官 於第3集登場，並擔任見習督察招聘面試的考官 於第4集擔任見習督察招聘最後面試的考官 |
| 楊證樺 | 翁漢良 | 翁Sir 總關員／第681屆關員班班主任 於第3集登場，並擔任關員招聘體能測試的考官 於第6集爲督察班及關員班舉行籃球比賽 |
| 潘梓鋒 | 申永傑 | 申Sir 高級關員／第681屆關員班教官 於第3集登場，並擔任關員招聘體能測試的考官 |
| 陳家樂 | 陳家興 | 家興 見習督察學員／第228屆督察班班長 方晴朗之好友 與葉競安不和，後和好 自我中心，不擅於團隊合作，後逐漸改善 於第3集投考海關見習督察，並在面試中表現出色 於第4集遷入學堂 於第6集與關員班進行籃球比賽，因缺乏團隊精神而敗賽 於第8集與方晴朗同組進行野外定向訓練時遇見海鋒，後在山上發現有傷者時決定獨自救人 於第9集與方晴朗逐漸凝聚督察班眾人 於第10集畢業，並參加結業典禮 參見版權及商標調查（行動）課、陳家 |
| 劉佩玥 | 方晴朗 | 晴朗 見習督察學員／第228屆督察班總務 陳家興之好友 親和力強，樂於助人 於第3集登場，並投考海關見習督察，在面試中表現出色 於第4集遷入學堂 於第6集與關員班進行籃球比賽，因缺乏團隊精神而敗賽 於第8集與陳家興同組進行野外定向訓練時遇見海鋒，後在山上發現有傷者時向海鋒求助 於第9集與陳家興逐漸凝聚督察班眾人 於第10集畢業，並參加結業典禮及獲頒金雞獎 參見毒品調查課、潘家                                      |
| 孟希璘 | 林皓宜 | 見習督察學員 於第3集登場，並投考海關見習督察 於第4集遷入學堂 於第6集與關員班進行籃球比賽，因缺乏團隊精神而敗賽 於第8集進行野外定向訓練 於第10集畢業，並參加結業典禮 |
| 黃子桐 | 簡彥桐 | Toby 見習督察學員 看方晴朗不順眼 於第3集登場，並投考海關見習督察 於第4集遷入學堂 於第6集與關員班進行籃球比賽，因缺乏團隊精神而敗賽 於第8集進行野外定向訓練 於第10集畢業，並參加結業典禮，後加入財富調查課 |
| 李嘉晉 | Heyman | 見習督察學員 於第3集登場，並投考海關見習督察 於第4集遷入學堂 於第6集與關員班進行籃球比賽，因缺乏團隊精神而敗賽 於第8集進行野外定向訓練 於第10集畢業，並參加結業典禮，後加入海域行動課 |
| 林可悅 | 趙明芬 | 見習督察學員 於第3集登場，並投考海關見習督察 於第4集遷入學堂 於第6集與關員班進行籃球比賽，因缺乏團隊精神而敗賽 於第8集進行野外定向訓練 於第10集畢業，並參加結業典禮 |
| 黃浩霆 | 盧少凱 | 阿Lo 見習督察學員 於第3集登場，並投考海關見習督察 於第4集遷入學堂 於第6集與關員班進行籃球比賽，因缺乏團隊精神而敗賽 於第8集進行野外定向訓練 於第10集畢業，並參加結業典禮 |
| 何晉樂 | 尹尚翹 | 見習督察學員 於第3集登場，並投考海關見習督察 於第4集遷入學堂 於第6集與關員班進行籃球比賽，因缺乏團隊精神而敗賽 於第8集進行野外定向訓練 於第10集畢業，並參加結業典禮 |
| 鄒兆霆 | 嚴煒華 | 見習督察學員 於第3集登場，並投考海關見習督察 於第4集遷入學堂 於第6集與關員班進行籃球比賽，因缺乏團隊精神而敗賽 於第8集進行野外定向訓練 於第10集畢業，並參加結業典禮 |
| 吳子   | 莫啟淦 | 見習督察學員 於第3集登場，並投考海關見習督察 於第4集遷入學堂 於第6集與關員班進行籃球比賽，因缺乏團隊精神而敗賽 於第8集進行野外定向訓練 於第10集畢業，並參加結業典禮 |
| 鄔嘉駿 | 傅君諾 | 見習督察學員 於第3集登場，並投考海關見習督察 於第4集遷入學堂 於第6集與關員班進行籃球比賽，因缺乏團隊精神而敗賽 於第8集進行野外定向訓練 於第10集畢業，並參加結業典禮 |
| 盧峻峯 | 徐志成 | Peter 見習督察學員 於第3集登場，並投考海關見習督察 於第4集遷入學堂 於第6集與關員班進行籃球比賽，因缺乏團隊精神而敗賽 於第8集進行野外定向訓練，並於第9集扭傷腳 於第10集畢業，並參加結業典禮 |
| 丁子朗 | 葉競安 | KO 見習關員學員／第681屆關員班班長 葉佳安之弟，受其影響而立志加入海關 卓嵐之好友 畢庭菲之好友兼暗戀對象 與陳家興不和，後和好 於第2集登場 於第3集投考海關關員，並在體能測試中輕鬆過關，後因幫助畢庭菲而與對方成為朋友 於第4集遷入學堂 於第6集與督察班進行籃球比賽，最後勝出 於第9集畢業 於第10集參加結業典禮，並獲頒金雞獎 參見版權及商標調查（行動）課、葉家                                                |
| 劉穎鏇 | 畢庭菲 | 菲菲 見習關員學員／第681屆關員班總務 葉競安之好友，並暗戀其 卓嵐之好友兼暗戀對象 於第3集登場，並投考海關關員，在體能測試中勉強及格，後因受到葉競安及卓嵐幫助而與二人成為朋友 於第4集遷入學堂 於第6集與督察班進行籃球比賽，最後勝出 於第9集畢業 於第10集參加結業典禮 參見不良營商手法調查課 |
| 孔德賢 | 卓 嵐  | 見習關員學員 葉競安之好友 畢庭菲之好友，並暗戀其 於第2集登場 於第3集投考海關關員，並在體能測試中輕鬆過關，後因幫助畢庭菲而與對方成為朋友 於第4集遷入學堂 於第6集與督察班進行籃球比賽，最後勝出 於第9集畢業 於第10集參加結業典禮 參見不良營商手法調查課 |
| 伍富橋 | 戴保文 | 大保 見習關員學員 於第3集登場，並投考海關關員 於第4集遷入學堂 於第6集與督察班進行籃球比賽，最後勝出 於第9集畢業 於第10集參加結業典禮 於第19集被揭與程玉萍拍拖 參見商品說明調查科 |
| 陳戩浩 | 樓青雲 | 青雲哥 見習關員學員 於第3集登場，並投考海關關員 於第4集遷入學堂 於第6集與督察班進行籃球比賽，最後勝出 於第9集畢業 於第10集參加結業典禮 |
| 陳苑澄 | 程玉萍 | Pink 見習關員學員 於第3集登場，並投考海關關員 於第4集遷入學堂 於第6集與督察班進行籃球比賽，最後勝出 於第9集畢業 於第10集參加結業典禮 於第19集被揭與戴保文拍拖 於第27集調至稅收罪案調查科 |
| 譚焯升 | 王大衛 | David、大胃王 見習關員學員 於第3集登場，並投考海關關員 於第4集遷入學堂 於第6集與督察班進行籃球比賽，最後勝出 於第9集畢業 於第10集參加結業典禮 |
| 梁百川 | 吳梓然 | 見習關員學員 於第3集登場，並投考海關關員 於第4集遷入學堂 於第6集與督察班進行籃球比賽，最後勝出 於第9集畢業 於第10集參加結業典禮 |
| 陳靖雲 | 關曉霖 | 見習關員學員 於第3集登場，並投考海關關員 於第4集遷入學堂 於第6集與督察班進行籃球比賽，最後勝出 於第9集畢業 於第10集參加結業典禮 |
| 林慧君 | 許沛玲 | 見習關員學員 於第3集登場，並投考海關關員 於第4集遷入學堂 於第6集與督察班進行籃球比賽，最後勝出 於第9集畢業 於第10集參加結業典禮 |
| 施焯日 | 歐仲恩 | 歐佬 見習關員學員 於第3集登場，並投考海關關員 於第4集遷入學堂 於第6集與督察班進行籃球比賽，最後勝出 於第9集畢業 於第10集參加結業典禮 |
| 陳嘉俊 | 蘇允珩 | 阿蘇 見習關員學員 於第3集登場，並投考海關關員 於第4集遷入學堂 於第6集與督察班進行籃球比賽，最後勝出 於第9集畢業 於第10集參加結業典禮 |
| 王俊棠 |        | 保安（第3集） |
| 卓 華  |        | 教官（第3－4、8集） |

#### 其他部門
| 演員             | 角色                         | 暱稱／關係 |
| 陳俊堅           | 周啟全                       | KC 港口及海域科海域行動課助理監督 與海鋒、溫芷祺同期於海關學院畢業 於第2集登場 於第15集在海鋒及關佩欣的婚禮上以劍禮迎接二人進場                                                                                        |
| 鄭詠謙           | Paul                         | 助理監督 與海鋒、溫芷祺同期於海關學院畢業 於第2集登場 於第15集在海鋒及關佩欣的婚禮上以劍禮迎接二人進場 |
| 趙樂賢           | Charles                      | 港口及海域科港口管制課助理監督 Shirley之夫 與海鋒、溫芷祺同期於海關學院畢業 於第2集登場 於第4集發現因長期在不知情情況下服食有副作用的胃藥而不育 於第7集宣佈其妻子懷孕 於第15集在海鋒及關佩欣的婚禮上以劍禮迎接二人進場 |
| 趙璧渝           | Tammy                        | 助理監督 與海鋒、溫芷祺同期於海關學院畢業 於第2集登場 於第15集在海鋒及關佩欣的婚禮上以劍禮迎接二人進場 |
| 周麗欣           | Yvonne                       | 高階海關人員 已婚，育有一子 與海鋒、溫芷祺同期於海關學院畢業 於第2集登場 |
| 譚坤倫           | 王日森                       | 情報科督察（第2集） |
| 李紹堅           |                              | 機場空郵中心關員（第2、7集） |
| 羅永健           | 機場空郵中心關員（第2、7集） | |
| 余富根           |                              | 機場空郵中心高級關員（第2、7集） |
| 陳狄克           | 馬老闆                       | 海關總部大樓中菜廳老闆（第2、11、22集） |
| 魏惠文           |                              | 港口及海域科關員，督察級（第4、8集） |
| 邵卓堯           |                              | 港口及海域科關員，高級關員級（第4、8集） |
| 伍禮騫           |                              | 港口及海域科關員（第4、8集） |
| 李梓謙（李贊明） |                              | 港口及海域科關員（第4、8集） |
| 關曜儁           |                              | 關員（第6集） |
| 何偉業           | 雷瑞雄                       | 水哥 海關搜查犬課總關員 Riley之新上司 海鋒之前下屬兼師父（第14－15集） |
| 吳天兒           |                              | 高級關員（第17－19集） |
| 張本立           |                              | 高級關員，督察級（第17、19集） |
| 黃煒溏           |                              | 高級關員，督察級（第17、19集） |
| 林 偉            | 黃Sir                        | 海域行動課督察（第23、25－26集） |
| 姚亦澧           | Adam                         | 財富調查課人員（第26集） |
| 金韋飛           | Ken                          | 關員（第26集） |
| 招浩明           |                              | 關員（第26集） |
| 陳偉樂           |                              | 金錢服務監理科關員（第27集） |

### 東興
- 于第26集被海关及警察瓦解。

| 演員   | 角色     | 暱稱／關係 |
| 海俊傑 | 彭應輝   | 彭生 東興龍頭／東輝煌集團主席 多年來栽培岑偉業及高偉星成爲其左右手 資助岑偉業到英國功讀法律學位，十分重用其，更將一套單位送予其 高偉星及Ray之義父 於大半年前在毒品生意被海鋒擊垮後潛逃泰國，後回港 利用新社團長昇轉移海關及警方對東興的注意力 於第7集登場，並交代其指使高偉星恐嚇溫芷祺，以嫁禍藍冠超 於第18集成立東輝煌集團 於第23集指使岑偉業殺害高偉星 於第25集指使基恐嚇溫芷祺，後將一套單位送予Ray 於第26集用槍挾持海鋒，最後被溫芷祺槍傷，並被海鋒制服及拘捕 |
| 馬貫東 | 岑偉業   | Sam 大律師／東輝煌集團行政總裁 1981年出生 Flora之男友，為籌集其醫藥費而為彭應輝辦事 海鋒之好兄弟，後與其亦敵亦友 彭應輝之軍師，為其出謀劃策，並替其處理成立東輝煌集團的事宜 與高偉星面和心不和 父親曾為彭應輝之手下，並替其頂罪入獄 就讀初中時父親被捕入獄後被母親拋棄，後因受到鄰居海鋒父母的照顧而與海鋒成為好友 兒時的經歷使其渴望家庭 於第3集登場，由英國回港 於第7集交代其利用海關毒品調查課及警察毒品調查科協助彭應輝打垮聯益 於第15集在海鋒及關佩欣的婚禮上擔任司儀 於第18集交代其利用新社團長昇協助彭應輝轉移海關及警方對東興的注意力；於同集被海鋒發現爲自己爲彭應輝辦事，並被海鋒及關佩欣得悉自己為籌集女友醫藥費而為彭應輝辦事 於第26集被彭應輝槍傷，後被捕，並轉為污點證人指控彭應輝；於同集交代其擔任海關線人，以拘捕彭應輝 |
| 郭子豪 | 高偉星   | Dino 東興頭目／長昇話事人 麻將館老闆／車行老闆／按摩店老闆／「Nana Bar」酒吧老闆 彭應輝之義子兼手下 因彭應輝重用岑偉業而心存不滿，與岑偉業面和心不和 於半年前由泰國回港 於第6集登場，並與手下襲擊温芷祺 於第18集因其酒吧被搜出氯胺酮及開心粉而被海關拘留四十八小時 於第23集因私吞毒品而在彭應輝指使下把其遊艇焚毀，並被交代已死亡，實為其用錢要求岑偉業私下放走其 於第26集再次登場，並槍殺阿基、Ray及槍傷彭應輝，後被捕 |
| 張子   | Ray Hung | 阿Ray 東興頭目 彭應輝之義子兼手下 父親曾為彭應輝之手下，後被對方發現其爲警方臥底，最後被殺害及棄屍公海 於第23集登場，由西班牙回港 於第26集被高偉星擊斃 |
| 李善恆 | 細 勇    | 東興毒販 於第1集在同夥被捕時開槍偷襲溫芷祺，但被海峰偷襲而被捕（第1、3、25集） |
| 李偉霆 |          | 東興毒販 細勇之手下（第1集） |
| 高澤威 |          | 東興毒販 細勇之手下（第1集） |
| 衛志豪 |          | 卡拉OK經理／製毒場負責人（第20集） |
| 文竣瑋 | 基       | 東興手下 於第25集駕駛私家車追撞温芷祺 於第26集被高偉星擊斃（第25－26集） |

### 海家
| 演員           | 角色   | 暱稱／關係 |
| 李顯曜（青年） | 海 柏  | 海叔 退休人士 朱碧雯之夫 海鋒之父 關佩欣之家翁 於第3集登場 於第10集得悉關佩欣懷孕，並表示希望海鋒及關佩欣擺喜酒 於第17集爲免關佩欣觸景傷情而清空嬰兒房 |
| 黃栢文         | 海 柏  | 海叔 退休人士 朱碧雯之夫 海鋒之父 關佩欣之家翁 於第3集登場 於第10集得悉關佩欣懷孕，並表示希望海鋒及關佩欣擺喜酒 於第17集爲免關佩欣觸景傷情而清空嬰兒房 |
| 文雪兒         | 朱碧雯 | 海師奶 家庭主婦 海柏之妻 海鋒之母 關佩欣之家婆，視其爲親女 於第3集登場 於第10集得悉關佩欣懷孕，並表示希望海鋒及關佩欣擺喜酒 於第11集主動搬到海鋒家照顧懷孕的關佩欣，於第13集交代其已搬走 於第17集爲免關佩欣觸景傷情而清空嬰兒房 |
| 袁偉豪         | 海 鋒  | 阿鋒 海關版權及商標調查科高級監督 海柏、朱碧雯之子 關佩欣之同居男友，後爲其夫 岑偉業之好兄弟，後與其亦敵亦友 溫芷祺之鄰居兼朋友，後爲其暗戀對象 喬嘉倫之鄰居，後爲其情敵 性格暖男，對另一半照顧周到 喜歡打遊戲機 於第9集得悉關佩欣懷孕，並於第10集向其求婚 於第15集擺喜酒 於第16集在陪關佩欣進行產前檢查時得悉胎兒心跳停止 於第18集發現岑偉業爲彭應輝擔任法律顧問，並勸其遠離彭應輝；於同集得悉其為籌集女友醫藥費而為彭應輝辦事 於第18集因需要到澳門工幹而拜託溫芷祺照顧關佩欣 於第22集得悉關佩欣從未真正放下小產傷痛，並被其提出想暫時離開 於第23集向關佩欣表示自己會等其回來，後嘗試在網上聯繫其，但不果 於第25集因受傷留院而拜託溫芷祺接Carson出院，後被關佩欣發現自己與溫芷祺共處一室 於第26集得知溫芷祺喜歡自己 於第27集被關佩欣提出離婚，雖感到心痛及不捨，但爲了減輕關佩欣的心理壓力及負擔而同意離婚，最後因關佩欣回心轉意而復合 參見版權及商標調查科 |
| 黃智雯         | 關佩欣 | 阿Yan、Isabella（舊名） 海關商品說明調查科總貿易管制主任 1986年出生 父母在其八歲時離婚，因此一度對結婚生子感到猶豫 海鋒之同居女友，後爲其妻 海柏、朱碧雯之媳婦 溫芷祺之鄰居，後爲其情敵 喬嘉倫之鄰居 小產後患上產後抑鬱症 於第9集懷疑自己有孕，於同集確定懷孕九週 於第10集接受海鋒求婚 於第11集在放蛇時因發生輕微碰撞而見紅，並需休假一週，於第13集復工 於第15集獲溫芷祺送予婚紗，於同集擺喜酒 於第16集在進行產前檢查時得悉腹中胎兒心跳停止，於同集接受人工流產手術，後一度情緒崩潰 於第17集在發現嬰兒房被清空後再度情緒崩潰，並自責自己害死胎兒，在發現海鋒與自己一樣因失去胎兒而難過後爲免身邊人擔心而強裝沒事，但一直未能放下小產傷痛 於第17集因小產而請病假，並於第18集復工 於第18集得悉岑偉業為籌集女友醫藥費而為彭應輝辦事 於第18集發現與溫芷祺是兒時芭蕾舞班同學 於第22集因目睹案件嬰兒死亡而再度憶起小產傷痛，後向海鋒坦白自己爲免眾人擔心而強裝沒事，但一直未能放下小產傷痛，並向海鋒提出自己想暫時離開 於第23集離港，到冰島探望其父親，並交代其已遞交辭職信，但辭職信被上司保留 於第25集因得知海鋒受傷而回港，在回家後發現海鋒與溫芷褀共處一室 於第27集得知溫芷祺喜歡海鋒，後表示自己再無力去回應海鋒對自己的愛；於同集向海鋒提出離婚，但在辦理離婚手續時發現自己與海鋒一樣感到心痛及不捨，並發現自己忽略海鋒的感受，最後回心轉意，後於劇終調任金錢服務監理科 參見商品說明調查科 |
| 布 歐          | Carson | 退役海關搜查犬 由海鋒與關佩欣一同飼養，並被二人視爲兒子 於第24集確診急性胰臟炎，並需留院治療，於第25集出院 |

### 陳家
| 演員   | 角色   | 暱稱／關係 |
| 江欣燕 | 羅美寶 | Bobo姐 Mabel Beauty美容院老闆娘 陳家興之母 於第2集登場，於同集向海關舉報其下屬王麗嫻借美容院的名義在網上售賣無牌貨 於第10集參加海關學院結業典禮 |
| 陳家樂 | 陳家興 | 陳Sir哥哥（潘日進專稱） 海關學院見習督察學員，後為海關版權及商標調查（行動）課見習督察 前港隊劍擊代表 羅美寶之子 方晴朗之好友，後暗戀其 潘日進之忘年之交 喜歡騎摩托車 學業成績優異，在進入海關學院受訓前甚少經歷失敗 於第1集將摩托車借予海鋒執行任務 於第3集投考海關見習督察 於第4集遷入海關學院學堂 於第10集從海關學院畢業 於第11集任職海關版權及商標調查（行動）課見習督察 於第23集起擔任潘日進之劍擊教練 於第23集發現自己對方晴朗有好感 於第24集被陳玉蓮要求與方晴朗及潘日進母子保持距離 參見版權及商標調查（行動）課、香港海關學院 |

### 葉家
| 演員   | 角色   | 暱稱／關係 |
| 溫玉瑜 | 安 父  | 五金舖老闆 葉佳安、葉競安之父 於第10集參加海關學院結業典禮（第10集） |
| 林惜貞 | 安 母  | 五金舖老闆娘 葉佳安、葉競安之母 於第10集參加海關學院結業典禮（第10集） |
| 陳自瑤 | 葉佳安 | 姑媽 海關商品調查說明科高級貿易管制主任 葉競安之姊 與馬彪有感情線，於第13集起爲其女友 一度被馬彪及其他同事誤以爲自己與葉競安爲情侶 於第10集參加海關學院結業典禮 於第27集接受馬彪求婚 參見商品說明調查科                                                                                            |
| 丁子朗 | 葉競安 | KO 海關學院見習關員學員，後為海關版權及商標調查（行動）課見習關員 葉佳安之弟，受其影響而立志加入海關 於第2集登場 於第3集投考海關關員 於第4集遷入海關學院學堂 於第9集從海關學院畢業，並任職海關版權及商標調查（行動）課見習關員 於第27集與畢庭菲成為情侶 參見版權及商標調查（行動）課、香港海關學院 |

### 潘家
| 演員   | 角色   | 暱稱／關係 |
| 韓馬利 | 陳玉蓮 | 潘浩洋之母 方晴朗之家婆 潘日進之祖母 於第4集登場 於第10集參加海關學院結業典禮 於第21集暈倒，並發現其心血管堵塞，後在方晴朗的說服下同意做手術 於第24集要求陳家興與方晴朗及潘日進母子保持距離 於第27集在誤墮消費陷阱時獲陳家興相助，並對其改觀及允許其以朋友身份接觸方晴朗及潘日進母子 名字諧音：陳玉蓮 |
| 黃庭鋒 | 潘浩洋 | 潘Sir 高級消防隊長 陳玉蓮之子 方晴朗之夫 潘日進之父 於第3集登場 於第10集參加海關學院結業典禮 於第20集在起火現場救人時遇上爆炸，並被硬物擊中頭部，曾一度甦醒，但最後殉職 |
| 劉佩玥 | 方晴朗 | 海關學院見習督察學員，後為海關毒品調查課見習督察 潘浩洋之妻 陳玉蓮之媳婦 潘日進之母 陳家興之好友，後爲其暗戀對象 在大學畢業前曾投考海關見習督察，後因懷孕而放棄，並成為全職媽媽，於兒子入讀小學後在家人的支持下再度投考海關見習督察 於第3集登場，並投考海關見習督察 於第4集遷入海關學院學堂 於第10集從海關學院畢業 於第11集任職海關毒品調查課見習督察 於第21集成功說服陳玉蓮接受手術 於第24集被陳玉蓮要求與陳家興母子保持距離 參見毒品調查課、香港海關學院 |
| 何珀廉 | 潘日進 | 進進 小學三年級學生 2013年出生 潘浩洋、方晴朗之子 陳玉蓮之孫 陳家興之忘年之交 喜歡用WhatsApp向媽媽傳送金句 於第3集登場 於第10集參加海關學院結業典禮 於第23集提出想學習劍擊，並獲陳家興同意擔任自己的劍擊教練 |

### 溫家
| 演員   | 角色   | 暱稱／關係 |
| 黃祥興 | 溫寶祺 | Nick、溫Sir、Wan Sir 警察毒品調查科高級警司 溫芷祺之兄 父母定居英國，父親曾爲紀律部隊成員，並教導子女凡事都追求第一 已婚，育有一子 學生時期經常名列前茅 於第2集登場 於第8集與海關毒品調查課聯合行動 於第10集因盲腸炎而需即時接受手術，後康復 |
| 王敏奕 | 溫芷祺 | 阿Kay、Victoria（舊名） 海關毒品調查課監督 溫寶祺之妹 父母定居英國，父親曾爲紀律部隊成員，並教導子女凡事都追求第一 兒時因哥哥經常名列前茅而備受壓力 兒時因體型較胖而被同學取笑，並因此積極做運動減肥 喬嘉倫之大學同學、前女友兼鄰居，後被其重新追求，於第14集起爲其女友，於第25集分手 海鋒之鄰居兼朋友，後暗戀其 關佩欣之鄰居 於第7集在留院期間重遇喬嘉倫 於第14集相約喬嘉倫到大會堂看歌劇，但在赴約時汽車拋錨，後因海鋒及關佩欣相助而成功赴約 於第15集將一件婚紗送予關佩欣 於第18集受海鋒所託照顧關佩欣，後發現與關佩欣是兒時芭蕾舞班同學 於第21集被喬嘉倫求婚，後於第23集答應其求婚 在關佩欣離港經常到海鋒家探望其及幫助其照顧Carson，並因而於第24集被喬嘉倫指出自己最在乎的人是海鋒 於第25集與喬嘉倫分手；於同集受海鋒所託接Carson出院，後被關佩欣發現自己與海鋒共處一室 於第26集向海鋒坦白自己喜歡對方 於第27集向關佩欣坦白自己喜歡海鋒，但表示自己只會跟海鋒維持朋友關係，不會當第三者，最後於劇終調任稅收罪案調查科 參見毒品調查課 |

### 其他演員
| 演員         | 角色        | 暱稱／關係 |
| 胡諾言       | 喬嘉倫      | Alvin 急症室醫生 妻子於四年前因癌症病逝 於第7集登場，並重遇溫芷祺 溫芷祺之大學同學兼前男友，後重新追求其，並搬到其家附近，於第14集起爲其男友，於第25集分手 海鋒及關佩欣之鄰居 於第21集向溫芷祺求婚，於第23集獲其答應 於第24集向溫芷祺指出對方最在乎的人是海鋒 於第25集與溫芷祺分手 |
| 章志文       | 趙富來      | Green People手機店老闆 爲聯益之藍冠文做事 因涉嫌售賣無牌手機零件而被捕（第1集） |
| 許思敏       | 師 奶       | 趙富來之同夥 冒牌手機零件涉案人（第1集） |
| 羅毓儀       | 少 女       | 趙富來之同夥 冒牌手機零件涉案人（第1集） |
| 莫家淦       | 豬 仔       | 毒品帶家（第1集） |
| 張詩欣       |             | 新聞主播（第2－3集） |
| 何文進       |             | 茶餐廳老闆，因鮑魚雞粒炒飯用仿鮑而被海關檢控（第2集） |
| 陳榮峻       | 李老闆      | 茶餐廳老闆／裝修苦主（第2、6－7集） |
| 鍾志光       | 的士陳      | 的士司機／茶餐廳客人（第2、4、6集） |
| 伍秉君       | 食 客       | 茶餐廳客人（第2集） |
| 秦啟維       | 陳 生       | 舉報人／受害人 因舉報商店售賣假貨而間接令妻子發現其出軌後拒絕再與海關合作，後因關佩欣利用激將法協助其兩夫婦和好而答應出庭作證（第2集） |
| 黃穎君       | 陳 太       | 陳生之妻（第2集） |
| 張曦晨       | 陳生女兒    | 陳生、陳太之女（第2集） |
| 梁珈詠       | 王麗嫻      | Annie Mabel Beauty美容院職員 羅美寶之員工 因涉嫌銷售冒牌美容產品而被海關拘捕（第2－3集） |
| 龍玉聲       | 韋世勳      | 英斐然教育中心人員 以虛假資歷提供投考海關攻略班而被海關拘捕，受騙者包括葉競安、卓嵐、戴保文（第2集） |
| 馮康寧       | 負責人      | 英斐然教育中心人員 以虛假資歷提供投考海關攻略班而被海關拘捕，受騙者包括葉競安、卓嵐、戴保文（第2集） |
| 章景恆       |             | 郵局職員（第2、7集） |
| 邵展鵬       |             | 考生（第3集） |
| 曾 敏        | Susan       | Mabel Beauty美容院職員 羅美寶之員工（第3集） |
| 譚淑瑩       | 蓉 姐       | 小食部老闆娘（第3集） |
| 曾玉娟       |             | 家長（第3集） |
| 方麗盈       |             | 家長（第3集） |
| 千 雪        | 文 太       | 家長（第3集） |
| 何美好       |             | 小學主任（第3集） |
| 利耀堂       |             | 貨車司機（第4集） |
| 彭懷安       | 藍冠超      | 霹靂超 聯益坐館 藍冠文之兄 於第6集到醫院探望其弟時遇見溫芷祺，並恐嚇其 於第8集在與巴西黑幫藍軍團合作運毒時被海關拘捕（第4－6、8集） |
| 黃耀文       | 藍冠文      | 沙膽文 聯益小頭目 藍冠超之弟 負責社團物流 因種植大麻而被追捕，在搏鬥期間被鐵架砸致重傷昏迷及癱瘓（第4－5集） |
| 曾海昌       | 洪天武      | 洪武 聯益小頭目 富洪批發公司負責人 因種植大麻而被海關拘捕（第4－6集） |
| 程浩駿       |             | 情趣用品店員（第4集） |
| 葉凱茵       | Shirley     | Charles之妻 關佩欣之好友 患有哮喘 希望生小朋友，但因丈夫長期在不知情的情況下服食有副作用的胃藥而未能懷孕 於第7集交代其懷孕 於第15集在海鋒及關佩欣的婚禮上擔任接待（第4、15集） |
| 黃 華        | 公 公       | 口罩客人 在不知情的情況下購買違反商品說明條例的口罩（第4集） |
| 彭美嫦       | 婆 婆       | 口罩客人 在不知情的情況下購買違反商品說明條例的口罩（第4集） |
| 計祥龍       | 阿 叔       | 口罩客人 在不知情的情況下購買違反商品說明條例的口罩（第4集） |
| 區軒瑋       | 呂醫生      | 醫生（第4集） |
| 沈愛琳       |             | 護士（第4、18集） |
| 葉蒨文       | Flora       | 醫院病人 岑偉業之女友 於十個月前遭遇車禍後一直昏迷 於第26集交代其曾經甦醒（第4、9－10、18－20、23集） |
| 黃梓瑋       | 康小姐      | 裝修苦主（第5集） |
| 廖素屏       |             | 海鮮檔老闆娘（第5集） |
| 王致狄       | 何 生       | 海家村屋鄰居／毒販 被Carson發現身上藏有毒品，後被警察拘捕（第6集） |
| 蘇恩磁       | 花師奶      | 海家村屋鄰居（第6、15、20集） |
| 鄧以豪       | 趙力強      | 進力強裝修公司老闆 因以不良營商手法提供裝修服務而被海關拘捕，苦主包括康小姐和李老闆（第6集） |
| 曾健明       |             | 裝修師傅（第6集） |
| Siti Fatimah |             | 彭家外傭（第7集） |
| 劉煒全       |             | 模擬毒販／律師（第7－8集） |
| 古天祥       | Lucas       | 巴西黑幫藍軍團話事人 與聯益合作運毒而被捕（第8集） |
| 陳彼得       |             | 藍軍團成員（第8集） |
| 焦浩軒       | Gary        | 警察毒品調查科警員 溫寶祺之下屬（第8集） |
| 徐貫國       |             | 冒牌販（第8集） |
| 魏韵芝       |             | 職員（第9集） |
| 崔錦棠       | 陳宇章      | 陳校長 利寶幼兒教育中心校長 因售賣侵權盜版教材而被海關拘捕（第9集） |
| 劉嘉琪       |             | 職員（第9集） |
| 蕭凱欣       |             | 家長／利寶幼兒教育中心顧客（第9集） |
| 談成坤       | 王 生       | Janice之父 已與妻子離異，但仍十分緊張女兒（第9集） |
| 李漫芬       | 王 太       | Janice之母 已與丈夫離異，但仍十分緊張女兒 曾投訴利寶幼兒教育中心，但因受到陳校長及其他家長的壓力而退縮，後在海鋒及關佩欣的說服下答應擔任證人（第9－10集） |
| 談在心       | Janice      | 王生、王太之女 因誤吞牙膠而得關佩欣爲其急救才成功吐出（第9集） |
| 吳綺珊       | 楊麗慇      | Dr. Yeung、楊醫生 婦產科醫生 關佩欣之主診醫生 （第9、13、16集） |
| 宋憲樺       |             | 醫生（第10、20集） |
| 祝文君       | 高 官       | 政府官員 在海關學院結業禮上向葉競安、方晴朗頒發金雞獎（第10集） |
| 甄懋強       | 嵐 父       | 卓嵐之父母 於第10集參加海關學院結業典禮（第10集） |
|              | 嵐 母       | 卓嵐之父母 於第10集參加海關學院結業典禮（第10集） |
| 余德丞       | Ricky       | Omakase居酒屋老闆（第12、15、17、23－24、26－27集） |
| 黃志榮       |             | 毒販／的士司機（第12集） |
| 盧海鷹       |             | 毒販（第12集） |
| 馮柏然       |             | 廣告工作人員（第13集） |
| 陳振業       | 曹健威      | 威雄車房老闆 因涉嫌銷售冒牌汽車零件而被捕（第13集） |
| 陳家輝       |             | 商標持有人（第13集） |
| 楊依依       |             | 紙皮婆婆（第14集） |
| 林浩文       |             | 手下（第14集） |
| 胡天佑       |             | 手下（第14集） |
| 鄭雋熹       | 麥卓謙      | 𡃁仔Jack 屯門區幫會少頭目 因涉嫌售賣冒牌貨而被海關拘捕（第14集） |
| 何泳芍       | 馮碧琦      | Peggy 酒吧拳手 麥卓謙之女友 因涉嫌售賣冒牌貨而被海關拘捕（第14集） |
| 蔡康年       |             | 主持（第14、27集） |
| 劉桂芳       | 曹師奶      | 海師奶之好友（第15、20集） |
| 鄭啟泰       | JC          | 關佩欣之好友 海關聯婚之證婚律師（第15、27集） |
| 何佩珉       |             | 職員（第15集） |
| 廖家爵       |             | 職員（第15集） |
| 陳國峰       | 裘 生       | 受害嬰兒之父母 兒子因嬰兒車安全帶出問題而導致其被滑板車撞跌倒地，並因而肝臟出血，後手術成功（第16集） |
| 鄧美欣       | 裘 太       | 受害嬰兒之父母 兒子因嬰兒車安全帶出問題而導致其被滑板車撞跌倒地，並因而肝臟出血，後手術成功（第16集） |
| 鄺國生       |             | 搬運工（第17集） |
| 陳國基       |             | 藥房老闆 因售賣冒牌曲奇餅而被海關拘捕，但堅稱自己不知情（第18集） |
| 蘇麗明       | 江 太       | 科技水受害人（第18集） |
| 章豪傑       | 鍾Sir       | 消防指揮官（第20集） |
| 許培道       |             | 消防員（第20集） |
| 江富強       | 陸 生       | 藥房老闆 因售賣不符合商品說明條例的商品而被海關拘捕（第20集） |
| 余達志       |             | 餐廳經理（第21集） |
| 伍庭熾       |             | 經理（第21集） |
| 郭家俊       |             | 父親（第22集） |
| 吳沚默       | Mina        | KOL，網名爲Mama Mina 曾在網上宣傳聲稱爲純天然成份的日本防蟲樟木塊，並在家中使用該防蟲樟木塊，後間接導致其患有蠶豆症的兒子死亡（第22集） |
|              | Asher Gomez | Mr. Gomez、高美斯 巴西大毒梟 與彭應輝合作 於第26集被海關拘捕（第23、26集） |
| 趙覺超       |             | Gomez手下（第23、26集） |
| Kaku Dhillon |             | Gomez手下（第23、26集） |
| 楊家輝       | 林大富      | 港運藥房老闆 因售賣無牌商品而被海關拘捕（第23集） |
| 馬俊明       |             | 港運藥房職員 因售賣無牌商品而被海關拘捕（第23集） |
| 譚俊雄       |             | 港運藥房職員 因售賣無牌商品而被海關拘捕（第23集） |
| 郭田葰       | 古醫生      | Dr. Ku 獸醫 Carson之主診醫生（第24－25集） |
| 梁志光       | 咖喱通      | 澳門黑幫大佬（第25集） |
| 陳婉衡       |             | 小三（第27集） |
| 潘冠霖       |             | 大婆（第27集） |
| 袁鎮業       | 畢庭聰      | 畢庭菲之三哥（第27集） |
| 黎寬怡       | Winnie      | 劍擊教練（第27集） |
| 陳念君       |             | 藥房職員（第27集） |
| 伍慶華       |             | 藥房職員（第27集） |
| 吳文舜       |             | 找換店職員（第27集） |
| 黃成想       |             | 水客（第27集） |

## 收視
本劇於香港無綫電視翡翠台收視之紀錄：
| 週次 | 集數   | 日期                           | 直播收視 | 備註 |
| 1    | 01－05 | 2021年9月13日－2021年9月17日   | 17.8點   |      |
| 2    | 06－10 | 2021年9月20日－2021年9月24日   | 17.4點   |      |
| 3    | 11－15 | 2021年9月27日－2021年10月1日   | 18.2點   |      |
| 4    | 16－20 | 2021年10月4日－2021年10月8日   | 18.6點   |      |
| 5    | 21－25 | 2021年10月11日－2021年10月15日 | 19.5點   |      |
| 6    | 26－27 | 2021年10月16日                 | 18.5點   |      |
| 全劇 | 全劇   | 全劇                           | 18.31點  |      |

## 歌曲
| 主唱                   | 歌曲                             | 作曲           | 填詞                   | 編曲           | 監製       |
| 周柏豪                 | 過關（主題曲）                   | 張家誠         | 張美賢                 | 周錫漢、黃兆銘 | 周錫漢     |
| 胡鴻鈞                 | 明知故犯（2015年演唱）（片尾曲） | 陳佳明         | 林夕（廣東版）         | Johnny Yim     | Johnny Yim |
| 賴子榮、黃嘉毅、何杏男 | 使命（插曲）                     | 黃嘉毅、陳焯堯 | 賴子榮、黃嘉毅、曾慶元 | 黃嘉毅、陳焯堯 | 黃嘉毅     |

## 獎項及提名

### 萬千星輝頒獎典禮2021
| 獎項                    | 單位                     | 結果     |
| ----------------------- | ------------------------ | -------- |
| 最佳劇集                | 《把關者們》             | 提名     |
| 最佳男主角              | 袁偉豪                   | 提名     |
| 最佳男主角              | 陳家樂                   | 提名     |
| 最佳女主角              | 黃智雯                   | 最後五強 |
| 最佳女主角              | 劉穎鏇                   | 最後十強 |
| 最受歡迎電視男角色      | 海鋒 （袁偉豪 飾）       | 提名     |
| 最受歡迎電視男角色      | 陳家興 （陳家樂 飾）     | 提名     |
| 最受歡迎電視男角色      | 葉競安 （丁子朗 飾）     | 提名     |
| 最受歡迎電視男角色      | 卓嵐 （孔德賢 飾）       | 提名     |
| 最受歡迎電視男角色      | 潘浩洋 （黃庭鋒 飾）     | 提名     |
| 最受歡迎電視女角色      | 關佩欣 （黃智雯 飾）     | 提名     |
| 最受歡迎電視女角色      | 畢庭菲 （劉穎鏇 飾）     | 提名     |
| 最受歡迎電視女角色      | 葉佳安 （陳自瑤 飾）     | 提名     |
| 最佳男配角              | 馬貫東                   | 提名     |
| 最佳女配角              | 陳自瑤                   | 提名     |
| 飛躍進步男藝員          | 孔德賢                   | 最後十強 |
| 飛躍進步男藝員          | 羅天宇                   | 獲獎     |
| 飛躍進步男藝員          | 馬貫東                   | 最後六強 |
| 飛躍進步男藝員          | 丁子朗                   | 獲獎     |
| 飛躍進步男藝員          | 黃庭鋒                   | 最後六強 |
| 飛躍進步女藝員          | 劉穎鏇                   | 最後五強 |
| 飛躍進步女藝員          | 劉佩玥                   | 最後十強 |
| 飛躍進步女藝員          | 王敏奕                   | 提名     |
| 最受歡迎電視搭檔        | 袁偉豪、黃智雯           | 提名     |
| 最受歡迎電視搭檔        | 陳自瑤、C君              | 提名     |
| 最受歡迎電視搭檔        | 劉穎鏇、丁子朗、孔德賢   | 提名     |
| 最受歡迎電視歌曲        | 過關（主唱：周柏豪）     | 提名     |
| 最受歡迎電視歌曲        | 明知故犯（主唱：胡鴻鈞） | 提名     |
| 馬來西亞最喜愛TVB劇集   | 《把關者們》             | 提名     |
| 馬來西亞最喜愛TVB男主角 | 袁偉豪                   | 提名     |
| 馬來西亞最喜愛TVB男主角 | 陳家樂                   | 提名     |
| 馬來西亞最喜愛TVB女主角 | 黃智雯                   | 提名     |
| 馬來西亞最喜愛TVB女主角 | 劉穎鏇                   | 提名     |

### 觀眾在民間電視大獎2021
| 獎項               | 單位                           | 結果                |
| ------------------ | ------------------------------ | ------------------- |
| 民選最佳劇集       | 《把關者們》                   | 提名                |
| 民選最佳男主角     | 袁偉豪 飾 海鋒                 | 提名                |
| 民選最佳女主角     | 黃智雯 飾 關佩欣               | 最後十強 （第六名） |
| 民選最佳女主角     | 劉穎鏇 飾 畢庭菲               | 提名                |
| 民選飛躍進步男藝員 | 馬貫東                         | 最後十強 （第七名） |
| 民選飛躍進步男藝員 | 丁子朗                         | 最後十強 （第八名） |
| 民選飛躍進步男藝員 | 羅天宇                         | 提名                |
| 民選飛躍進步男藝員 | 黃庭鋒                         | 提名                |
| 民選飛躍進步女藝員 | 劉穎鏇                         | 提名                |
| 民選飛躍進步女藝員 | 劉佩玥                         | 提名                |
| 民選飛躍進步女藝員 | 王敏奕                         | 提名                |
| 民選最佳戲劇搭檔   | 袁偉豪、黃智雯 飾 海鋒、關佩欣 | 提名                |

## 外部連結
- 《把關者們》為香港人把關 - TVB Weekly （页面存档备份，存于）
- 《把關者們》海關精英最真實一面 - TVB Weekly （页面存档备份，存于）
- 豆瓣电影上《把關者們》的資料 （简体中文）

## 電視節目的變遷
| 香港 無綫電視翡翠台／ 澳門 TVB Anywhere翡翠台 星期一至五 21:30－22:30 · 10月16日（星期六）20:30－22:30 | 香港 無綫電視翡翠台／ 澳門 TVB Anywhere翡翠台 星期一至五 21:30－22:30 · 10月16日（星期六）20:30－22:30 | 香港 無綫電視翡翠台／ 澳門 TVB Anywhere翡翠台 星期一至五 21:30－22:30 · 10月16日（星期六）20:30－22:30 |
| --- | --- | --- |
| | 把關者們 （2021年9月13日－2021年10月16日）                                                             | |
| 智能愛人 （2021年8月3日－2021年9月11日）                                                               | 星空下的仁醫 （2021年10月18日－2021年11月20日）                                                        | |

| 马来西亚 Astro AOD 星期一至五 21:30－22:30 · 10月16日 20:30－22:30 | 马来西亚 Astro AOD 星期一至五 21:30－22:30 · 10月16日 20:30－22:30 | 马来西亚 Astro AOD 星期一至五 21:30－22:30 · 10月16日 20:30－22:30 |
| ------------------------------------------------------------------ | ------------------------------------------------------------------ | ------------------------------------------------------------------ |
|                                                                    | 把關者們 （2021年9月13日－2021年10月16日）                         |                                                                    |
| 智能愛人 （2021年8月3日－2021年9月11日）                           | 星空下的仁醫 （2021年10月18日－2021年11月20日）                    |                                                                    |

| 马来西亚、 菲律賓 翡翠台 星期一至五 21:30－22:30 | 马来西亚、 菲律賓 翡翠台 星期一至五 21:30－22:30 | 马来西亚、 菲律賓 翡翠台 星期一至五 21:30－22:30 |
| ------------------------------------------------ | ------------------------------------------------ | ------------------------------------------------ |
|                                                  | 把關者們 （2021年9月13日－2021年10月16日）       |                                                  |
| 智能愛人 （2021年8月3日－2021年9月11日）         | 星空下的仁醫 （2021年10月18日－2021年11月20日）  |                                                  |

| 翡翠台香港時區 星期一至五 21:30－22:30   | 翡翠台香港時區 星期一至五 21:30－22:30          | 翡翠台香港時區 星期一至五 21:30－22:30 |
| ---------------------------------------- | ----------------------------------------------- | -------------------------------------- |
|                                          | 把關者們 （2021年9月13日－2021年10月16日）      |                                        |
| 智能愛人 （2021年8月3日－2021年9月11日） | 星空下的仁醫 （2021年10月18日－2021年11月20日） |                                        |

| 新加坡翡翠台 星期一至五 21:30－22:30     | 新加坡翡翠台 星期一至五 21:30－22:30            | 新加坡翡翠台 星期一至五 21:30－22:30 |
| ---------------------------------------- | ----------------------------------------------- | ------------------------------------ |
|                                          | 把關者們 （2021年9月13日－2021年10月16日）      |                                      |
| 智能愛人 （2021年8月3日－2021年9月11日） | 星空下的仁醫 （2021年10月18日－2021年11月20日） |                                      |

| 美国 TVB1 星期一至五 劇場 東岸時間 21:00－22:00 · 2021年10月16日（星期六） 20:00－22:00      | 美国 TVB1 星期一至五 劇場 東岸時間 21:00－22:00 · 2021年10月16日（星期六） 20:00－22:00 | 美国 TVB1 星期一至五 劇場 東岸時間 21:00－22:00 · 2021年10月16日（星期六） 20:00－22:00 |
| -------------------------------------------------------------------------------------------- | --------------------------------------------------------------------------------------- | --------------------------------------------------------------------------------------- |
|                                                                                              | 把關者們 （2021年9月13日－2021年10月16日）                                              |                                                                                         |
| 智能愛人 （2021年8月3日－2021年9月11日）                                                     | 星空下的仁醫 （2021年10月18日－2021年11月20日）                                         |                                                                                         |
| 美国 TVBSF 星期一至五 黃金劇場 西岸時間 22:00－23:00 · 2021年10月16日（星期六） 20:00－22:00 |                                                                                         |                                                                                         |
| 智能愛人 （2021年8月3日－2021年9月11日）                                                     | 把關者們 （2021年9月13日－2021年10月16日）                                              | 星空下的仁醫 （2021年10月18日－2021年11月20日）                                         |

| 美国 TVBJ1 星期一至五 黃金劇場 · 時東岸間 22:00－23:00 · 西岸時間 19:00－20:00 美国 TVBJ2 星期一至五 黃金劇場 西岸時間 22:00－23:00 | 美国 TVBJ1 星期一至五 黃金劇場 · 時東岸間 22:00－23:00 · 西岸時間 19:00－20:00 美国 TVBJ2 星期一至五 黃金劇場 西岸時間 22:00－23:00 | 美国 TVBJ1 星期一至五 黃金劇場 · 時東岸間 22:00－23:00 · 西岸時間 19:00－20:00 美国 TVBJ2 星期一至五 黃金劇場 西岸時間 22:00－23:00 |
| --- | --- | --- |
| | 把關者們 (2022年8月9日－2022年9月14日)                                                                                              | |
| 拳王 (2022年7月5日－2022年8月8日)                                                                                                   | 十月初五的月光 (2022年9月14日－2022年10月12日)                                                                                      | |

| 加拿大 新時代電視2高清台 西岸時間／溫哥華 星期一至五 17:30－18:30 | 加拿大 新時代電視2高清台 西岸時間／溫哥華 星期一至五 17:30－18:30 | 加拿大 新時代電視2高清台 西岸時間／溫哥華 星期一至五 17:30－18:30 |
| ----------------------------------------------------------------- | ----------------------------------------------------------------- | ----------------------------------------------------------------- |
|                                                                   | 把關者們 （2021年9月13日－2021年10月16日）                        |                                                                   |
| 智能愛人 （2021年8月3日－2021年9月11日）                          | 星空下的仁醫 （2021年10月18日－2021年11月20日）                   |                                                                   |
| 東岸時間／多倫多 星期一至五 20:30－21:30                          |                                                                   |                                                                   |
| 智能愛人 （2021年8月3日－2021年9月11日）                          | 把關者們 （2021年9月13日－2021年10月16日）                        | 星空下的仁醫 （2021年10月18日－2021年11月20日）                   |

| 澳洲 翡翠台 星期二至六 21:30－22:30      | 澳洲 翡翠台 星期二至六 21:30－22:30             | 澳洲 翡翠台 星期二至六 21:30－22:30 |
| ---------------------------------------- | ----------------------------------------------- | ----------------------------------- |
|                                          | 把關者們 （2021年9月14日－2021年10月17日）      |                                     |
| 智能愛人 （2021年8月4日－2021年9月12日） | 星空下的仁醫 （2021年10月19日－2021年11月21日） |                                     |

| 新加坡 HUB娛家戲劇台 劇集首映 星期一至五 20:00－21:00 | 新加坡 HUB娛家戲劇台 劇集首映 星期一至五 20:00－21:00 | 新加坡 HUB娛家戲劇台 劇集首映 星期一至五 20:00－21:00 |
| ----------------------------------------------------- | ----------------------------------------------------- | ----------------------------------------------------- |
|                                                       | 把關者們 （2022年2月4日－2022年3月14日）              |                                                       |
| 智能愛人 （2021年12月24日－2022年2月3日）             | 星空下的仁醫 （2022年3月15日－2022年4月18日）         |                                                       |

| 马来西亚 八度空间 TVB之最 星期一至五 19:00-19:58 | 马来西亚 八度空间 TVB之最 星期一至五 19:00-19:58  | 马来西亚 八度空间 TVB之最 星期一至五 19:00-19:58       |
| ------------------------------------------------ | ------------------------------------------------- | ------------------------------------------------------ |
|                                                  | 把關者們 (2022年7月26日－2022年8月31日)           |                                                        |
| 智能爱人 (2022年6月14日－2022年7月25日)          | 星空下的仁医 (2022年9月1日－2022年10月5日)        |                                                        |
| 星期一至五 13:00-14:00                           |                                                   |                                                        |
| 智能爱人（重播） （2023年1月20日－2023年3月9日） | 把关者们（重播） （2023年3月10日－2023年4月17日） | 星空下的仁医 （重播） （2023年4月18日－2023年5月22日） |

| 新加坡 新传媒U频道 星期一至五 22:00 - 23:00 · （电视播出华语版，电视台网站 www.mewatch.sg 提供华语及粤语双声道版本） | 新加坡 新传媒U频道 星期一至五 22:00 - 23:00 · （电视播出华语版，电视台网站 www.mewatch.sg 提供华语及粤语双声道版本） | 新加坡 新传媒U频道 星期一至五 22:00 - 23:00 · （电视播出华语版，电视台网站 www.mewatch.sg 提供华语及粤语双声道版本） |
| --- | --- | --- |
| | 把关者们 （2023年4月24日－2023年5月30日） PG13                                                                       | |
| 你是我的荣耀 （2023年3月17日－2023年4月21日）                                                                        | 異搜店 （2023年5月31日－2023年6月27日）                                                                              | |

| 中国大陆 大灣區衛視 老友劇場 星期一至五 21:55－23:50 | 中国大陆 大灣區衛視 老友劇場 星期一至五 21:55－23:50 | 中国大陆 大灣區衛視 老友劇場 星期一至五 21:55－23:50 |
| ---------------------------------------------------- | ---------------------------------------------------- | ---------------------------------------------------- |
|                                                      | 把關者們 （2023年9月27日－2023年10月9日）            |                                                      |
| 跳躍生命線 （2023年9月11日－2023年9月27日）          | 創世紀 （2023年10月10日－2023年）                    |                                                      |

| 翡翠台香港時區 星期一至五 21:30－22:30     | 翡翠台香港時區 星期一至五 21:30－22:30    | 翡翠台香港時區 星期一至五 21:30－22:30 |
| ------------------------------------------ | ----------------------------------------- | -------------------------------------- |
|                                            | 把關者們 （2025年1月31日－2025年3月10日） |                                        |
| 丫鬟大聯盟 （2025年1月8日－2025年1月30日） | 一舞傾城 （2025年3月11日－2025年4月10日） |                                        |